# Yaviza
Yaviza is een deelgemeente (corregimiento) van de gemeente (distrito) Pinogana in de provincie Darién in Panama. In 2015 was het inwoneraantal 6100. 
Bij deze stad wordt de Pan-Amerikaanse Snelweg onderbroken, vanwege een stuk onherbergzaam regenwoud in Panama en Colombia. De weg gaat pas weer verder als deze het stuk onherbergzaam regenwoud voorbij is.